# Pływanie na Letnich Igrzyskach Olimpijskich 1920 – 100 m stylem grzbietowym mężczyzn
Wyścig na 100 metrów stylem grzbietowym mężczyzn był jedną z konkurencji pływackich rozgrywanych podczas VII Igrzysk Olimpijskich w Antwerpii. Wystartowało 12 zawodników z sześciu reprezentacji.

## Rekordy
Rekordy świata i olimpijski przed rozegraniem konkurencji.
| Rekord świata     | 1:15,6 | Otto Fahr    | Magdeburg (GER) | 29 kwietnia 1912 |
| Rekord olimpijski | 1:20,8 | Harry Hebner | Sztokholm (SWE) | 10 lipca 1912    |

## Wyniki

### Eliminacje
Do finału awansowało dwóch najszybszych zawodników z każdego półfinału i najszybszy z trzeciego miejsca.
Wyścig 1
| Miejsce | Zawodnicy        | Czas   | Kwal. |
| ------- | ---------------- | ------ | ----- |
| 1       | Raymond Kegeris  | 1:17,8 | Q     |
| 2       | Harold Kruger    | 1:19,0 | Q     |
| 3       | Gaspard Lemaire  | 1:28,0 |       |
| 4       | Asbjørn Wang     | 1:28,2 |       |
| 5       | Henri Matter     |        |       |
| 6       | George Robertson |        |       |

Wyśicg 2
| Miejsce | Zawodnicy         | Czas   | Kwal. |
| ------- | ----------------- | ------ | ----- |
| 1       | Warren Kealoha    | 1:14,8 | Q     |
| 2       | Gérard Blitz      | 1:18,6 | Q     |
| 3       | Perry McGillivray | 1:20,4 | q     |
| 4       | Per Holmström     | 1:26,0 |       |
| 5       | George Webster    |        |       |
| 6       | Daniel Lehu       |        |       |

### Finał
| Miejsce | Zawodnicy         | Czas   |
| ------- | ----------------- | ------ |
| 1       | Warren Kealoha    | 1:15,2 |
| 2       | Raymond Kegeris   | 1:16,8 |
| 3       | Gérard Blitz      | 1:19,0 |
| 4       | Perry McGillivray | 1:19,4 |
| 5       | Harold Kruger     |        |